# Samuel Butler
Samuel Butler (ur. najprawdopodobniej 4 grudnia 1835 w Langar Rectory, zm. 18 czerwca 1902 w Londynie) – angielski pisarz, myśliciel, malarz, muzyk i podróżnik.
Ukończył St John’s College na Uniwersytecie Cambridge .
Jest autorem utopijnej powieści Erewhon, będącej satyrą na wiktoriańską Anglię. Napisał powieść autobiograficzną w formie kroniki rodzinnej Droga człowiecza (1903). Krytykę chrześcijaństwa oraz instytucji kościelnych zawarł w dziele The Fair Haven.
Butler żywo interesował się teorią ewolucji Karola Darwina, włoską sztuką, historią literatury oraz krytyką literacką. Przetłumaczył Iliadę i Odyseję Homera na język angielski (tłumaczenia te są używane do dziś).
W 1863 roku napisał artykuł Darwin among the Machines, w którym porównał rozwój ówczesnych maszyn do ewolucji biologicznej organizmów żywych. Wyraził on także przekonanie, że w przyszłości maszyny mogą stać się osobnym gatunkiem istot i próbować pozbawić ludzi dominującej pozycji na świecie. Artykuł ten napisał pod pseudonimem Cellarius.
Na jego cześć został nazwany Dżihad Butleriański w serii powieści fantastycznych Diuna.